# Катрін Муше
Катрі́н Муше́ (фр. Catherine Mouchet; нар. 21 серпня 1959, Париж, Франція) — французька акторка театру, кіно та телебачення. Лауреат премії «Сезар» та Призу Ромі Шнайдер за виконання головної ролі у фільмі режисера Алена Кавальє «Тереза» (1986) .

## Біографія та кар'єра
Катрін Муше народилася 21 серпня 1959 року у Парижі, Франція. Отримавши вчений ступінь з філософії, Катрін поступила до Національної консерваторії драматичного мистецтва, де навчалася у Жака Лассаля та Клода Режі. З 1979 по 1981 роки вона виступала на сцені театру з п'єсою «Панірувальні сухарі» (La Mie de Pain). Потім грала у п'єсах: «Летучий голландець» (1982), «Інтерлюдії» (1983), «Мосьє Вітрак» (1984) та «Усередині» (1985).
У 1986 році Катрін Муше дебютувала у кіно, зігравши головну роль Терези у фільмі Алена Кавальє «Тереза». Стрічка отримала Приз журі Каннського кінофестивалю у 1986 році, а Катрін Муше у 1987-му за цю роль отримала премію «Сезар» як найперспективніша акторка та Приз Ромі Шнайдер.
Наприкінці 1980-х та у 1990-х Катрін Муше виступала у театрі, граючи у виставах «Якщо сонце не повернеться» (Si le soleil ne revenait pas, 1987), «Добрий вечір» (1994) та «Кінець серпня, початок вересня» (Fin août, début septembre, 1998).
У 1999 році Катрін Муше зіграла свою другу значну роль, секретаря Люсі, у фільмі «Мій маленький бізнес» (1999) П'єра Жоліве, за яку була номінована на «Сезара» у категорії за найкращу роль другого плану.
Довівши певну свободу у своїй творчості, Катрін Муше з початку 2000-х років активно знімається у кіно та на телебаченні.

## Фільмографія (вибіркова)
| Рік  | Українська назва                | Оригінальна назва                     | Роль                    | Примітки        |
| ---- | ------------------------------- | ------------------------------------- | ----------------------- | --------------- |
| 1986 | Тереза                          | Thérèse                               | Тереза                  |                 |
| 1987 | Якби сонце не сходило           | Si le soleil ne revenait pas          | Ізабель Анті            |                 |
| 1994 | Здрастуй                        | Bonsoir                               | Еуженія                 |                 |
| 1995 | Білий чоловік в окулярах        | Le blanc à lunettes                   | Генрієта                | телевізійний    |
| 1998 | Кінець серпня, початок вересня  | Fin août, début septembre             | парламентський секретар |                 |
| 1999 | Мій маленький бізнес            | Ma petite entreprise                  | Люсі                    |                 |
| 1999 | Розширення простору боротьби    | Extension du domaine de la lutte      | психолог                |                 |
| 2000 | Сентиментальні долі             | Les destinées sentimentales           | Фернанда                |                 |
| 2000 | Пригоди трупа                   | Mortel transfert                      | учителька математики    |                 |
| 2000 | Танець мавританської спаржі     | La danse des asperges sarrasines      | озвучування             | короткометражка |
| 2001 | Я убив Клеманс Асера            | J'ai tué Clémence Acéra               | інспектор Волан         |                 |
| 2001 | Порнограф                       | Le pornographe                        | Олівія Роше             |                 |
| 2001 | Вулиця насолод                  | Rue des plaisirs                      | Лєна                    |                 |
| 2002 | Розкаяння                       | La repentie                           | Аліса, покоївка         |                 |
| 2002 | Знаки пристрасті                | Petites coupures                      | Анна                    |                 |
| 2003 | Вона наша                       | Elle est des nôtres                   | Патриція                |                 |
| 2004 | Хроніки Історії Про             | Écrivain d'O                          |                         |                 |
| 2004 | Коров'ячий кубок                | Coup de vache                         | Івонн                   | телевізійний    |
| 2006 | Літній день                     | Un jour d'été                         | мати Мікаеля            | телевізійний    |
| 2006 | Мадам Ірма                      | Madame Irma                           | Брижіт                  |                 |
| 2007 | Два світи                       | Les deux mondes                       |                         |                 |
| 2008 | Клементіна                      | Clémentine                            | Témoin poème            | телевізійний    |
| 2009 | Загадкові вбивства Агати Крісті | Les petits meurtres d'Agatha Christie | Роз-Марі Буську         | телесеріал      |
| 2009 | У твоїх обіймах                 | Dans tes bras                         | Адріана                 |                 |
| 2009 | Нічний Пігаль                   | Pigalle, la nuit                      | Аліса                   | телесеріал      |
| 2009 | Інший Дюма                      | L'autre Dumas                         | Каролін Маке            |                 |
| 2009 | Сімейне дерево                  | L'arbre et la forêt                   | Франсуаза Мюллер        |                 |
| 2009 | Відозва 18 червня               | L'appel du 18 juin                    | Івонн Де Голль          | телевізійний    |
| 2011 | Чернець                         | Le moine                              | Ельвіра                 |                 |
| 2012 | Пустеля любові                  | Le désert de l'amour                  | Люсу Куреже             | телевізійний    |
| 2014 | Моя подруга Вікторія            | Mon amie Victoria                     | Єлена Савіне            |                 |
| 2015 | Маргарита і Жульен              | Marguerite et Julien                  | Жаклін                  |                 |
| 2017 | Марвін, або Чудове виховання    | Marvin ou la Belle Éducation          | Мадлен Клеман           |                 |
| 2017 | Обмін принцесами                | L'Échange des princesses              | мадам де Вандатур       |                 |

## Визнання
| Рік               | Категорія                      | Фільм                | Результат |
| ----------------- | ------------------------------ | -------------------- | --------- |
| Премія «Сезар»    |                                |                      |           |
| 1987              | Найперспективніша акторка      | Тереза               | Перемога  |
| 2000              | Найкраща акторка другого плану | Мій маленький бізнес | Номінація |
| Приз Ромі Шнайдер |                                |                      |           |
| 1987              |                                | Тереза               | Перемога  |